# 濮阳郡
濮陽郡，中國古代的郡，前身為西晉時改東郡而設置的濮陽國。在今河南省濮陽市、山東省菏澤市一帶。

## 沿革

### 晉十六國
晉武帝咸寧三年（277年），立皇子司馬允為濮陽王，改東郡為濮陽國，屬兗州，治濮陽（今河南省濮陽縣西南），領濮陽、廩丘、鄄城、燕四公國和白馬縣。辖境约当今河南省滑县、濮阳、范县，山东省郓城、邺城等市县。太康十年（289年），徙封濮陽王為淮南王，復濮陽國為東郡。
司馬倫建始元年（301年），廢皇太孫司馬臧為濮陽王，復改東郡為濮陽國。七日後，殺濮陽王，國除為濮陽郡。晉惠帝光熙元年（306年），進封東嬴公司馬騰為東燕王，分陳留國、濮陽郡置東燕國，燕公國、白馬縣改屬東燕國。至此，濮陽郡領三公國：濮陽、廩丘、鄄城。
十六國時期，濮陽郡先後為漢（315年－319年，315年攻佔濮陽縣，316年攻佔廩丘、鄄城二縣）、後趙及其殘餘勢力（319年－358年）、前燕（358年－370年）、前秦（370年－384年）、東晉（384年－394年）、後燕（394年－398年）所有。後燕成武帝建興九年（394年），濮陽郡改屬徐州。

### 北朝
北魏太武帝天興元年（398年），攻佔後燕濮陽郡。天興四年（401年），濮陽郡還屬兗州。北魏孝文帝太和十一年（487年），濮陽郡改屬齊州。北魏孝明帝孝昌三年（527年），分兗州、濟州置西兗州，濮陽郡改屬西兗州。東魏孝靜帝天平元年（534年），濮陽郡改屬司州。至此，濮陽郡領四縣：廩丘、濮陽、城陽（舊屬濟陰郡）、鄄城。
北齊文宣帝天保七年（556年），省併城陽縣，分濮陽縣置西濮陽縣。至此，濮陽郡領四縣：廩丘、鄄城、濮陽、西濮陽，治鄄城（今山東省鄄城縣北）。
北周滅北齊後，濮陽郡改屬魯州。隋文帝開皇三年（583年），廢魯州、濮陽郡，領縣直屬某州。

### 唐朝
唐玄宗天寶元年（742年），改濮州為濮陽郡，治鄄城（今山東省鄄城縣北旧城镇），領五縣：鄄城、濮陽、范、雷澤、臨濮。燕光烈帝聖武元年（756年），改濮陽郡為濮州。唐肅宗至德二載（757年），復改為濮陽郡。乾元元年（758年），復改為濮州。燕昭武帝順天元年（759年），復改為濮陽郡。唐肅宗寶應元年（762年），復改為濮州，濮陽郡之名不再作為行政區劃名稱。

## 人口
- 晉武帝太康中（280年－289年），濮陽國有21000戶。[9]
- 東魏孝靜帝武定中（543年－550年），濮陽郡有8664戶、55512口。[7]
- 唐玄宗天寶中（742年－755年），濮陽郡有57781戶、400648口。[10]

## 太守
- 許式，字儀祖，高陽人，西晉後期在任。[11]
- 苟晞，字道將，河內山陽人，晉惠帝永興二年（305年）見任。[12]
- 王廙，字世將，琅邪臨沂人，晉懷帝永嘉中在任。[13]
- 韓弘，晉愍帝建興三年（315年）濮陽城陷，為石勒將葛薄所害。[12]
- 戴僧施，晉穆帝永和中在任，據枋頭。[14]
- 酈紹，范陽涿人，後燕惠愍帝永康三年（398年）以郡降於北魏。[15]
- 陽瓚，宋少帝永初三年（422年）見任，堅守滑臺城，城破後不降，為北魏所殺。[16]
- 尉那，代人，北魏早期在任。[17]
- 呂肥，代人，北魏早期在任。[17]
- □胡，弘農胡城人。[18]
- 竇遵，頓丘衛國人。[19]
- 許琛，常山人。[20]
- 崔鬱，博陵安平人。[21]
- 游矯，廣平任人。[22]
- 房堅，字千秋，清河繹幕人，北魏孝文帝太和中在任。[23]
- 茹皓，字禽奇，淮陽上黨人，北魏宣武帝時在任。[24]
- 鄭雲，字道漢，滎陽開封人，北魏孝明帝時在任。[25]
- 崔巨倫，字孝宗，博陵安平人，北魏孝莊帝時在任。[25]
- 辛諶，潁川人。[26]
- 邢臧，字子良，河間人。[27]
- 元豫，字景豫，河南洛陽人。[28]
- 鄭敬叔，滎陽開封人。[25]
- 崔尚（天宝初年）
- 萧谊（天宝年间）
- 崔季重，唐玄宗天寶十二載（753年）至十三載（754年）見任。
- 薛景元（756年）
- 張萬頃，唐肅宗至德二載（757年）至乾元元年（758年）在任。[29]

## 國主
- 濮陽王司馬允，277年－289年在位。
- 濮陽王司馬臧，301年在位。